# Podura aquatica
Podura aquatica är en urinsektsart som beskrevs av Carl von Linné 1758. Podura aquatica ingår i släktet Podura och familjen vattenhoppstjärtar. Arten är reproducerande i Sverige. Inga underarter finns listade i Catalogue of Life.
Exemplaren har en blåsvart färg och korta antenner. De vistas på ytan av orörliga vattanansamlingar, ofta nära stranden. Födan utgörs av små döda växtdlar. Ofta bildas stora grupper.